# 共同テレビジョン技術協力番組一覧
共同テレビジョン技術協力番組一覧（きょうどうテレビジョンぎじゅつきょうりょくばんぐみいちらん）は、共同テレビジョンで現在制作している、または過去に放送されたテレビ番組の一覧である。

## 現在放送されている番組

### フジテレビ系列
バラエティ番組
- SMAP×SMAP
- 新堂本兄弟
- 爆笑おすピー大問題!!
- ココリコミラクルタイプ
- 脳内エステ IQサプリ
- FNS歌謡祭
- 幸せって何だっけ 〜カズカズの宝話〜 （ロケ技術のみ）
- ネプリーグ （ロケ技術のみ）
- 笑っていいとも!春・秋の祭典スペシャル

ニュース・情報番組
- めざましテレビ
- FNNスーパーニュース
- 情報プレゼンター とくダネ!
- F2-X
- めざましどようび
- 週刊フジテレビ批評

スポーツ番組
- あしたのG

### TBS系
- フューチャービーンズ〜みらい豆（毎日放送）